# 漫画盒子
漫画盒子是杭州漫画盒子文化创意有限公司成立的漫画平台网站，于2014年底推出“纵漫线”网站。

## 作品
- 《篮球.BASKETBALL》[2]
- 《LAYE 吸血女王雷伊》[3]